# Oncostoma cinereigulare
Oncostoma cinereigulare là một loài chim trong họ Tyrannidae.